# Dawson Creek Daily News
Die Dawson Creek Daily News ist eine Tageszeitung mit dem Verbreitungsgebiet Dawson Creek und der South Peace River Region im Nordosten von British Columbia, Kanada. Die Zeitung wurde im Jahr 1930 unter dem Titel Peace River Block News gegründet und ist seit dem Jahr 2006 im Eigentum von Glacier Media.

## Geschichte
Charles S. Kitchen, James E. „Cap“ Lean und Bill Carruthers gaben im Jahr 1930 die erste Ausgabe der Wochenzeitung Peace River Block News in Rolla, British Columbia, heraus. Ein halbes Jahr später wurde der Ort Dawson Creek zu einem Eisenbahnknotenpunkt und die Zeitung verlegte ihren Hauptsitz dorthin. Die Familie Kitchen führte die Zeitung weiter und vergrößerte sie; bis 1970 erreichte man eine Tagesauflage von 5.300 Exemplaren pro Woche und es wurden 22 Mitarbeiter beschäftigt.
Im Jahr 1972 verkaufte Norm Kitchen die Peace River Block News an Del Folk und Don Marshall, die daraufhin die Erscheinungsfrequenz auf zweimal pro Woche erhöhten, sie kam nun mittwochs und freitags heraus. Marshall wurde später alleiniger Eigentümer und blieb noch für ein paar Jahre Herausgeber, bis er nach 1976 die Zeitung an die Firma Sterling Newspapers Ltd. verkaufte, einer Tochtergesellschaft von Hollinger Inc., einem von Conrad Black kontrollierten Zeitungskonglomerat.
Sterling wandelte die Zeitung in eine Tageszeitung um und modernisierte im Jahr 1987 die Druckerei.
Gemeinsam mit einigen anderen kleinen Tageszeitungen in British Columbia war die Peace River Block News bis zuletzt im Eigentum von Hollinger, bis sie 2006 an die in Vancouver ansässige Glacier Ventures International (später Glacier Media) verkauft wurde. Im darauffolgenden Jahr nannte Glacier Media die Zeitung in Dawson Creek Daily News um.